# Bulova
Bulova là một hãng sản xuất đồng hồ của Mỹ có trụ sở tại New York City. Hiện nay Bulova là công ty con của Citizen Watch.

## Lịch sử
Thương hiệu Bulova có tiền thân đầu tiên là một cửa hàng trang sức tại Maiden Lane, thành phố New York, ban đầu chỉ bán đồng hồ treo tường và bỏ túi.
Chủ sở hữu và người sáng lập nên cái tên Bulova này là một người nhập cư người Cộng Hòa Séc tại Mỹ, Joseph Bulova vào năm ông 23 tuổi – năm 1875.
Khi quyết định bắt tay vào chế tác linh kiện và lắp ráp đồng hồ. Bulova đã quyết định đặt nhà máy tại Thụy Sỹ để tuân theo những quy định về ngành công nghiệp đồng hồ được đánh giá cao nhất thế giới này vào năm 1912
Khi thế chiến thứ I diễn ra mạnh mẽ, sự nổi tiếng của những chiếc đồng hồ đeo tay lan rộng và Bulova đã sản xuất chiếc đồng hồ dành cho nam lần đầu tiên vào năm 1919.
Tiêu chuẩn sản xuất đồng hồ theo Thụy Sỹ vẫn được giữ vững nhưng công ty chính vẫn đạt trụ sở tại Mỹ.
Năm 1935, Joseph Bulova, người sáng lập nên Bulova qua đời. Bulova vẫn tiếp tục được sản xuất cùng với những phát minh mới gây tiếng vang.
Vào năm 2008, Citizen đã chính thức mua lại công ty Bulova đồng hồ với mức giá 250 triệu đô. Tuy được bán lại cho Citizen nhưng vẫn giữ vững tinh thần sản phẩm thuộc Thụy Sỹ, tinh thần kinh doanh đầy cạnh trạnh tại nước Mỹ nhưng tiềm tàng năng lực sản xuất điều hành của nước Nhật..